# Puig-oriol (Lluçà)
Puig-oriol és una casa de Lluçà (Lluçanès) inclosa a l'Inventari del Patrimoni Arquitectònic de Catalunya.

## Descripció
Casa de planta irregular que ha sofert modificacions i ampliacions al llarg del temps. La teulada és a dues vessants. L'edifici antic cobreix la planta amb volta de canó. Les cantoneres de l'edifici són de pedra treballada així com totes les finestres i la portada que té una llinda amb la data 1755. A la banda dreta i adossat hi ha un femer i darrere la casa un altre edifici fet sobre la roca. Darrere hi ha una lliça amb una llinda que duu la data de 1692.
Situada la mig de la casa hi ha una xemeneia; la seva boca és de forma quadrada i la sostenen unes bigues de 2 x 2 metres. La forma quadrada es va tancant progressivament i transformant fins a fer-se rodona. És una xemeneia de proporcions molt grans. Les lloses de terra són grans i fan un clot a la part central. En una de les parets que formen la xemeneia hi ha una volta buidada i al costat una espiera que anava de l'habitació de l'amo a la cuina.

## Història
Puigoriol és un dels grans masos de Lluçà que s'originà en èpoques molt reculades i prosperà a partir del segle xv. Fou una de les batllies del monestir de Lluçà i l'hereu n'era el batlle. El mas va ser reedificat en els segles xvii i XVIII.